# Willem van der Velden (politicus)
Willem van der Velden (Rotterdam, 22 april 1942 – Den Haag, 27 oktober 2013) was een Nederlands politicus. Van 2002 tot 2003 was hij lid van de Tweede Kamer namens de LPF. In 2006 werd hij namens deze partij lid van de Haagse gemeenteraad. Toen deze partij zich in 2007 ophief, ging hij als onafhankelijk raadslid verder. Vóór 2002 was hij hoofd financiën en administratie in de verslavingszorg en als deskundige op logistiek gebied werkzaam in het bedrijfsleven. In de Tweede Kamer hield hij zich bezig met Verkeer en Waterstaat, Antilliaanse Zaken en Financiën. In 2006 was hij Tweede Kamerkandidaat voor de Partij voor Nederland van Hilbrand Nawijn en was hij secretaris/penningmeester. Zijn fractiemedewerkster, de geboren Bonaireiaanse Penelope Marchena, stond voor de gemeenteraadsverkiezingen 2010 op de zevende plek van Trots op Nederland. Voor de raadsverkiezingen van 2010 werkte hij aan de nieuwe partij ONS Den Haag.
Naast zijn raadswerk was Van der Velden tevens bestuurslid van de omroep Populistische Omroep Nederland (P.O.N./PopNed). Tevens was hij voorzitter van de automobilistenorganisatie Pro Auto.
- Biografisch Portaal: 44803396
- Parlement.com: vg9fgopvo6zt